# Leïla Bahsaïn
Œuvres principales
- Le Ciel sous nos pas (2019)
- La Théorie des aubergines (2021)
- Ce que je sais de monsieur Jacques (2024)

Leïla Bahsaïn est une romancière et nouvelliste franco-marocaine. Elle reçoit notamment le Prix Méditerranée 2019 pour son premier roman, Le Ciel sous nos pas,.

## Biographie
Leïla Bahsaïn naît à Salé, au Maroc, sa famille s’installe à Marrakech lorsqu’elle a huit ans. Elle est la petite fille de Mina Bahsaïn (1924-2011), une femme analphabète connue notamment pour ses engagements citoyens dans la ville de Salé qui lui rend annuellement hommage pour son travail dans la médiation sociale.
Leïla Bahsaïn est diplômée de l’Institut supérieur de commerce et d’administration des entreprises. En France, elle obtient un Master 2 de l’Institut d’administration des entreprises dont elle sort Major de promotion.
Elle exerce divers métiers et notamment responsable des ressources humaines puis directrice d’une agence de communication à Besançon où elle vit,. Elle enseigne l’écriture créative à l’université.

## Carrière d’écrivaine
Leïla Bahsaïn écrit et publie d’abord des nouvelles en 2011 dans le Magazine Littéraire du Maroc puis dans la revue Apulée des éditions Zulma, dirigée par l’écrivain Hubert Haddad.
Le Ciel sous nos pas, son premier roman, paraît aux éditions Albin Michel en 2019. Le roman fait partie de la sélection d’une dizaine de prix dont le prix France Télévisions et reçoit le Prix Méditerranée du premier roman en 2019 ainsi que le Prix du livre européen et méditerranéen en 2020,,.
En mars 2021 est publié chez Albin Michel son deuxième roman, La Théorie des aubergines. L’émission 28 minutes lui consacre alors une émission Grand témoin international diffusée sur Arte le 29 avril 2021.
Elle est régulièrement invitée comme conférencière. Lors du colloque 2022 de l’APFUCC (Association des Professeurs de Français des Universités et Collèges Canadiens), elle donne une conférence plénière La langue française comme outil de riposte aux dominations.

## Engagements
Leïla Bahsaïn œuvre dans le domaine associatif au Maroc et en France,. Elle est la cofondatrice et vice-présidente de l’association Zitoun qui alphabétise depuis 2009 plusieurs centaines de femmes dans la région de Marrakech chaque année.
En France, elle fait partie des administrateurs du Groupe économique et solidaire INTERMED.

## Prix littéraires
- Prix Méditerranée du premier roman 2019[3]
- Prix du livre européen et méditerranéen 2020[6]
- Prix des lecteurs de la médiathèque Jean Grosjean 2019[13]

## Sélection
- Prix France Télévisions 2019[5]
- Prix de la littérature arabe 2019[14] et 2021[15]
- Prix Arganier des lycéens français du Maroc 2019[16]
- Prix Littéraire Soroptimist 2019[17]
- Prix Cazes - Brasserie Lipp 2019[18]
- Prix Ouest-France Etonnants Voyageurs 2019[19]
- Prix Senghor 2019[20]

## Œuvres

### Romans
- Leïla Bahsaïn, Le ciel sous nos pas: roman, Albin Michel, 2019 (ISBN 978-2-226-43804-1)
- Leïla Bahsaïn, La théorie des aubergines : roman, Paris, Albin Michel, 2021, 250 p. (ISBN 978-2-226-45849-0, lire en ligne)
- Leïla Bahsaïn, Ce que je sais de monsieur Jacques : roman, Paris, Albin Michel, 2024, 224 p. (ISBN 978-2-226-49176-3, lire en ligne)

### Nouvelles
- « Cent dirhams », Magazine Littéraire du Maroc, no 9,‎ 2011
- Nouvelles marocaines 2013 : recueil, Casa-Express, juin 2013, 192 p. (ISBN 978-9954-611-05-0, lire en ligne)[réf. nécessaire]
- Leïla Bahsaïn, « La Dame noire de l’Isle », Revue Apulée, Paris, Zulma,‎ 2016[21]
- Leïla Bahsaïn, « Titrit et le cimetière juif », Revue Apulée, Paris, Zulma,‎ 2017[22]

### Jeunesse
- collectif, Léa, Genève, Okama, 2020